# Amy Halpern
Amy Halpern (1953 – 2022) fou una directora de cinema experimental estatunidenca.
Compromesa en fomentar una major difusió del cinema abstracte, Halpern va co-fundar dues cooperatives de projecció: el New York Collective for Living Cinema (1972-1982) i Los Angeles Independent Film Oasis (1975-1980).
Halpern va col·laborar com a directora de fotografia i gaffer en moltes pel·lícules, incloent The Decay of Fiction de Pat O'Neill, My Brother's Wedding de Charles Burnett, Breaking The Maya Code de David Lebrun i el recentment completat Dance of the Maize God (també conegut com Out of the Maya Tombs). Halpern va treballar en la dècada de 1970 amb el New York Apparition Theater de Ken & Flo Jacobs, una companyia de jocs d'ombres en 3D.
Les pel·lícules d'Amy Halpern són abstractes per la seva preocupació per la llum, el moviment i el medi cinematogràfic, però també humanistes pels seus elements i temes. L'idea que persisteix al llarg del seu treball és que l'alliberament (de les restriccions socials, polítiques, psicològiques, perceptives, o fins i tot corporals) és possible.